# Света Богородица Расиотиса
„Света Богородица Расиотиса“, още Ракиотиса или Влахернска (на гръцки: Παναγία Ρασιώτισσα, Ρακιώτισσα, Βλεχέρνα), е средновековна православна църква в град Костур (Кастория), Егейска Македония, Гърция.

## Местоположение
Храмът е разположен в традиционната южна махала на града Долца. Традиционно принадлежи към старата енория „Свети Апостоли Сервиотски“.

## История
Отвън на южната стена на храма, над изображението на Света Богородица, има надпис, който днес е нечетлив. Според старо четене от архимандрит Герман Христидис, той е гласял, че храмът е издигнат из основи и изписан в 1553 година с с ктиторството на семейството на костурчанина Стаматиос Сировас.
| „ | ΑΝΙΓΕΡΘΗ ΕΚ ΒΑΘΡΩΝ ΚΑΙ ΑΝΙCΟΡΗΘΗ Ο ΘΕΙΟC ΚΑΙ ΠΑΝCΕΠΤΟC ΝΑΟC ΤΗC ΥΠΕΡΑΓΙΑC Θ ΚΟΥ ΤΗC ΡΑCΙΩΤΗCΑC ΔΙΑ CΥΝΔΡΟΜΗC ΚΑΙ ΕΞΟΔΟΥ ΤΟΥ ΤΙΜΙΟΤΑΤΟΥ ΑΡΧΟΝΤΟC ΚΥΡ CΤΑΜΑΤΙΟΥ ΤΟΥ CΙΡΟΒΑ ΚΑΙ ΤΗC CΗΒΙΟΥ ΑΥΤΟΥ ΕΛΕΝΗC ΚΑΙ ΚΥΡ ΜΑΝΟΥΗΛ ΚΑΙ ΚΥΡ ΙΩΑΝΝΟΥ ΤΩΝ ΥΩΝ ΑΥΤΟΥ ΔΙΑ ΨΥΧΙΚΗΝ ΑΥΤΩΝ CΩΤΗΡΙΑΝ ΕΠΙ ΕΤΟΥC ζωξα' ΙΝΔ. ια' | “ |

Смята се, че стенописите от 1553 година са дело на видния художник Франкос Кателанос. Иконографската програма е обилна и се развива в три зони.
Запазени са обаче и по-стари стенописи - от 1411 година. Тогава е изписана част от външната повърхност на западната стена от неизвестен, но много добър художник от Костурската школа. Възможно е надписът да информира единствено за изписване на храма в 1553 година.
В 1924 година църквата е обявена за паметник на културата.

## Архитектура
В архитектурно отношение е еднокорабна базилика с дървен покрив. На западната и южната страна има затворен трем.
- Стенописи от 1411 г.
- Богородица Елеуса
- Богородица Елеуса, централната сцена
- Общ вид на западния вход

- Стенописи от 1553г.
- Евангелието
- Предателството на Юда
- Второто пришествие
- Светци в цял ръст в долната зона
- Слизане в Ада
- Архангел Михаил и светец войн в цял ръст в долната зона